# ويليام غراي (سياسي أمريكي)
ويليام غراي (بالإنجليزية: William Gray)‏ هو سياسي أمريكي، ولد في 19 ديسمبر 1940 في أرتيشيا في الولايات المتحدة. حزبياً، نشط في الحزب الجمهوري. وقد انتخب عضو مجلس نواب نيومكسيكو.